# مربتشة (الريف الغربي)
مربتشة (بالفارسية: مربچه) هي منطقة سكنية تقع في إيران في قسم الريف الغربي الريفي. يقدر عدد سكانها بـ 917 نسمة .